# Idioscopus decoratus
Idioscopus decoratus är en insektsart som beskrevs av Chandrasekhara A. Viraktamath 1980?. Idioscopus decoratus ingår i släktet Idioscopus och familjen dvärgstritar. Inga underarter finns listade i Catalogue of Life.